# Turbolinux
Turbolinux est une société informatique et une distribution Linux faite par cette société. Cette distribution Linux vise le marché asiatique, son site officiel est d'ailleurs en Japonais. La société a été créée en 1992 et est située dans l'agglomération de Tokyo, au Japon.
En 2002, Turbolinux rejoint le consortium United Linux (en). La Banque industrielle et commerciale de Chine l'utilise comme serveur.
Cette distribution inclut une licence pour lire les DVD de manière légale, et elle permet de lire les codecs Windows Media.
En 2007, Turbolinux a conclu une entente d'interoperabilité de brevets avec Microsoft, entente qui permet aux deux compagnies une concession réciproque de licences.
En 2008, Mandriva et Turbolinux signent un accord pour travailler en partenariat et créer un socle commun à leurs deux distributions.

## Dissolution
Le 31 décembre 2019, TurboLinux annonce la cessation de ses activités.